# Diabolo Kleinauto

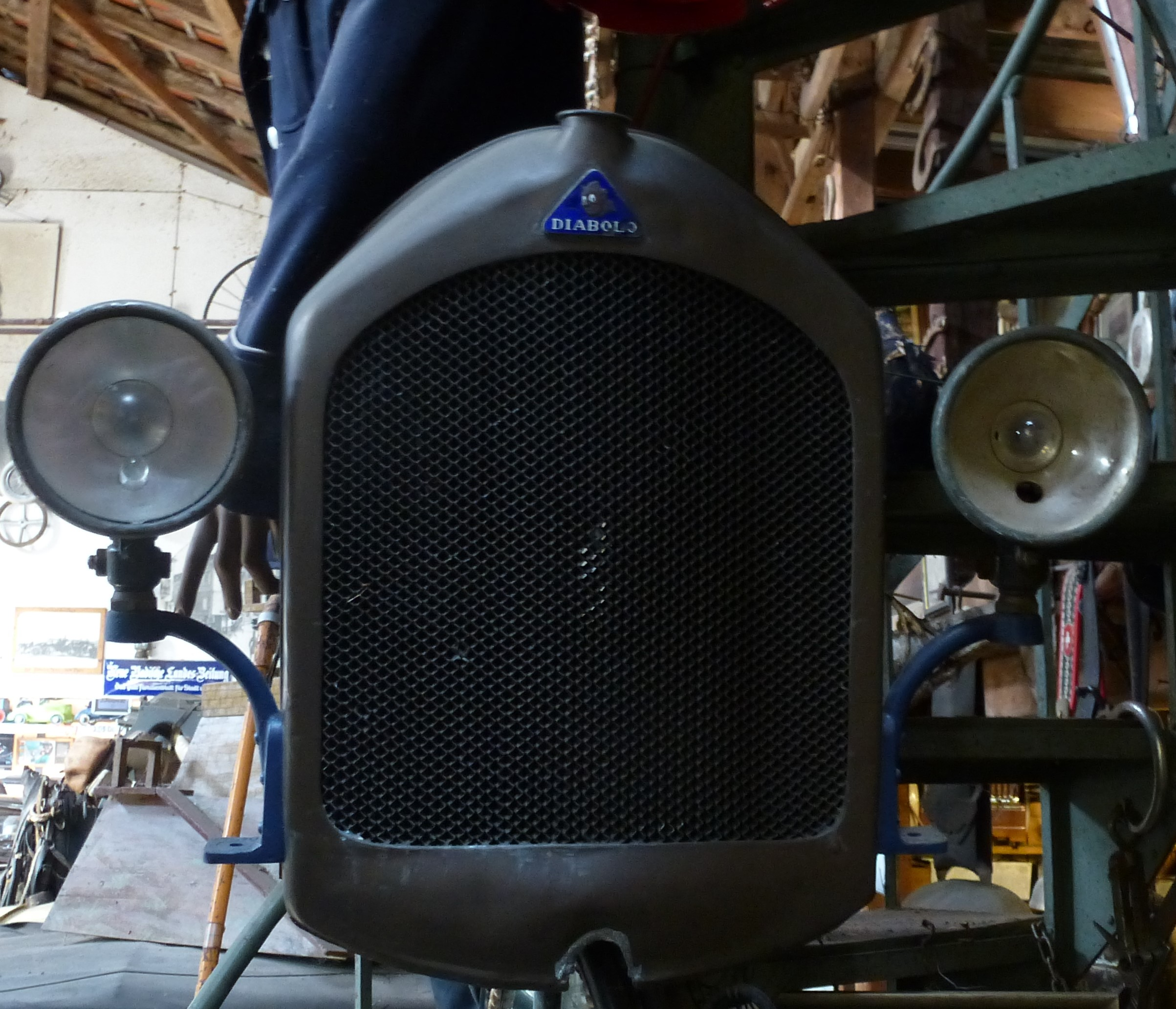
Kühlergrill

Die Diabolo Kleinauto AG war ein deutsches Unternehmen, das Kleinwagen herstellte.

## Beschreibung
Manche Quellen geben die Rechtsform einer Aktiengesellschaft an, andere eine Gesellschaft mit beschränkter Haftung. Das Unternehmen existierte von 1922 bis 1927 und hatte seinen Sitz zunächst in Stuttgart und später in Bruchsal. Die Verlegung erfolgte 1927. Das Grundkapital betrug zu der Zeit 8500 Reichsmark. Julius Engelmann war Vorstand und Prokurist. Es gibt aber auch einen Hinweis darauf, dass zu Zeiten der Produktion in Bruchsal die Deutsche Eisenbahnsignalwerke AG der Hersteller war. Ob es eine Umfirmierung war oder ein gänzlich anderes Unternehmen, das die Produktion fortsetzte, ist unklar.

## Fahrzeuge
Im Angebot standen zwei ähnliche Dreiradfahrzeuge nach britischem Vorbild (z. B. dem des Morgan) mit einer schmalen Vorderachse und einem einzelnen, angetriebenen Hinterrad. Als Antrieb diente ein vorne eingebauter, wassergekühlter V2-Motor von Motosacoche mit 1093 cm³ Hubraum und 16 PS Leistung. In der Sportausführung leistete der Motor 26 PS. 
Der Radstand betrug 220 cm. Die Fahrzeuge waren 330 cm lang, 135 cm breit und 115 cm hoch. Das Grundmodell hatte 106 cm Spurweite, die Sportausführung dagegen 115 cm. Das Leergewicht war mit 350 kg bzw. 320 kg für die Sportausführung angegeben. In beiden Fällen bot die offene Karosserie Platz für zwei Personen.
Ein erhalten gebliebener Kühlergrill mitsamt Emblem befindet sich im Fahrzeugmuseum Marxzell.

## Sonstiges
Ein Diabolo war das erste Auto des Schauspielers Heinz Rühmann.